# Colegio Nacional Agustín Álvarez
El Colegio Nacional Agustín Álvarez se encuentra ubicado en la ciudad de Mendoza, provincia homónima. Se trata de una de las escuelas secundarias, de carácter público, más antiguas de la Argentina, fundada por decisión del presidente Bartolomé Mitre por decreto firmado el 9 de diciembre de 1864. Su ingreso principal se encuentra en la calle Chile 1050, frente a la Plaza Independencia.
Es uno de los colegios más representativos de la ciudad de Mendoza y de los colegios estatales más importantes de Argentina, por su historia y alumnado. Esto motivó su declaración como Monumento Histórico Nacional, donde se le otorga protección además a su edificio histórico a través del decreto 325/89 firmado por el presidente Raúl Alfonsín.

## Historia
Su creación comenzó con el decreto del presidente Bartolomé Mitre el 9 de diciembre de 1864, siendo proyectado el inicio de clases para el 15 de marzo de 1865, siguiendo una idea del político mendocino Francisco Civit. Sin embargo, el gobierno provincial solicitó que el ciclo lectivo dé inicio el 20 de marzo de ese año, a fines de conmemorar el terremoto de 1861. La casa de estudios buscaba ser una escuela preparatoria en Ciencias Humanas y Sociales, como también Ciencias Físicas y Exactas. Su creación se enmarcó, por otro lado, en un proyecto del gobierno nacional de crear escuelas nacionales públicas con formación preuniversitaria e integral, imitando a reconocidos colegios europeos. Durante la mañana funcionaba un «liceo de señoritas», mientras a la tarde el colegio era para varones exclusivamente. A la inauguración asistieron el gobernador provincial Carlos González Pinto y el ministro de Justicia e Instrucción Pública nacional, Eduardo Costa. El primer rector designado fue Manuel José Zapata.
Posteriormente se abrió un anexo de minería y química en 1874, con materiales traídos desde Alemania, con la intención de formar técnicos en aquella especialidad. Desde su apertura ocupó diversas sedes, hasta la apertura de su sede definitiva, comenzó su construcción en 1910 y finalizó al año siguiente, siendo obra del ingeniero Juan Molina Civit, bajo la dirección del ingeniero francés Michelle Gaillard; el edificio es sismorresistente, ya que cuenta con columnas de acero dentro del hormigón. Se destaca su pórtico de entrada sobre la calle Chile, que se completa con arquerías, en estilo academicista francés. Gran parte de su mobiliario es original de principios del siglo XX.
El colegio debe su nombre al militar y sociólogo mendocino Agustín Álvarez, figura reconocida de la generación del 80, quien egresó del colegio; y al poco tiempo de su muerte se decidió nombrarlo en su honor. Entre otros alumnos notables se encuentran el hermano de Álvarez, Jacinto Álvarez, el gobernador sanjuanino José Néstor Lencinas, el diputado Enrique L. Day, el político Eduardo Bauzá, entre otros.